# 旧長濱検疫所一号停留所
旧長濱検疫所一号停留所（きゅうながはまけんえきしょいちごうていりゅうじょ）は、横浜市金沢区に残る検疫手続のための停留・宿泊施設。登録有形文化財。同区長浜に建てられていたが、2023年（令和5年）に解体され海の公園に移築されることになった。

## 概要
1895年（明治28年）3月、長浦消毒所（現在の横須賀市長浦）が長濱検疫所として横浜に移転した際に設置された感染症の疑いのある者を一時的に停留させる施設である。
1899年（明治32年）5月に海港検疫医官補として採用された野口英世ゆかりの地で、長浜検疫所には細菌検査室が併設されていた。この細菌検査室は保存運動により1997年（平成9年）に横浜市に寄贈され、長浜野口記念公園内で通年公開されている。
国の機関の変遷で横浜検疫所となり、当初の建物はほとんどが建て替えられたが、一号停留所は横浜検疫所輸入食品・検疫検査センター内に残り検疫資料館として年一回公開された。館内では当時の検疫で使用した器具や、与謝野鉄幹・晶子夫妻、後藤新平などが訪問した際の直筆の書などを保管展示していた。
2018年（平成30年）には登録有形文化財となった。しかし、横浜検疫所は2023年度に横浜市中区に新築される合同庁舎に移転し、土地は財務省に引き渡されることになり、建物の保存について国と横浜市が検討を進めていた。その結果、館内の所蔵品は国が引き取る一方、建物は2023年7月から解体して海の公園に移築して横浜市に寄付されることになった。

## 建物
建物はコの字形平面になっている。停留施設ではありながら上級の船客、船員等を収容する施設として位置づけられており、左右対称の建物の両端に食堂と談話室を設け、内装には天井のシャンデリアや装飾的な壁紙を用いている。外観は下見板張りと上下窓が特徴で、両端突出部の先端にベイウィンドウを設けている。横浜最古級の洋風建築とされている。